# 航天城 (北京)

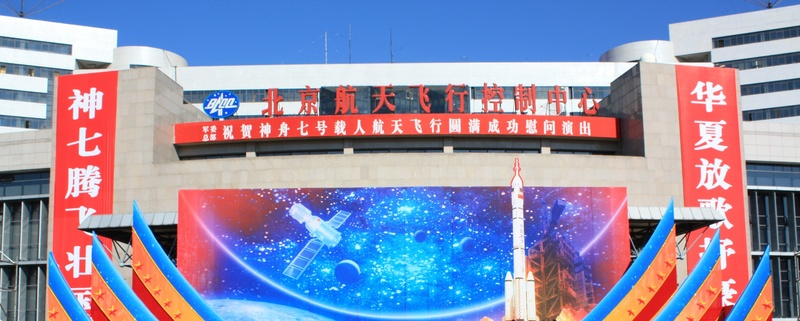
北京航天飞行控制中心

航天城（英語：Aerospace Town），位于中国北京市海淀区的西北旺，紧邻皇后店的北京城市学院（航天城校区／城北校区／皇后店校区），是世界三大航天员中心之一的中国航天员科研训练中心及北京航天飛行控制中心的所在地。远离北京市区，地址位于友谊路上。